# ريبوفيل
ريبوفيل هي بلدية فرنسية تقع في إقليم الراين الأعلى، الشرق الكبير، شمال شرق فرنسا.